# シヌクレイノパチー
シヌクレイノパチー (synucleinopathies) (α-シヌクレイン病とも呼ばれる) は、神経細胞、神経線維、またはグリア細胞におけるα-シヌクレインタンパク質の異常な凝集体の蓄積を特徴とする神経変性疾患である。シヌクレイン病には主に3つのタイプ、パーキンソン病 (PD)、レビー小体型認知症 (DLB)、多系統萎縮症 (MSA) がある。さまざまな神経軸索ジストロフィーのような他の稀な疾患にもαシヌクレイン病変がある。

## 症状
シヌクレイノパチーはパーキンソニズム、認知障害、睡眠障害、および幻覚の特徴を共有している。
シヌクレイノパチーは、おそらくシヌクレインとタウタンパク質の相互作用のために、タウオパチーと重複することがある。
レム睡眠行動障害 (RBD)は、RBDを持つ人が、レム睡眠 (REM) 中に正常な筋肉の緊張を失い (アトニー) 、夢の中で行動したり、その他の異常な動きや発声をする睡眠時随伴症である。睡眠時の異常行動は、他の症状の数十年前に現れることがあり、多くの場合、シヌクレイノパチーの前駆症状として現れる。剖検では、睡眠ポリグラフ検査でRBDが確認された患者の94～98%にシヌクレイン異常症が認められ、その多くはDLBまたはPDである。特定のシヌクレイノパチーの他の症状は、通常、RBD診断から15年以内に現れるが、RBD診断後50年までに現れることもある。
α-シヌクレインの沈着は、心筋や血管に影響を及ぼす可能性がある。シヌクレイノパチーのほとんどの人が心血管系の機能障害を持っているが、ほとんどは無症候性である。
咀嚼から排便に至るまで、α-シヌクレイン沈着はあらゆるレベルの消化管機能に影響を及ぼす。症状には、胃不全麻痺(胃内容の排出遅延)などの上部消化管機能障害や、便秘や便の通過時間の延長などの下部消化管機能障害がある。
シヌクレイノパチーの人では、尿閉、夜間の尿意覚醒、尿の回数や切迫感の増加、および膀胱の過活動または過少活動がよくみられる。性機能障害は通常、シヌクレイノパチーの初期に現れ、勃起不全、オーガズムの達成または射精の困難を含むことがある。

## 診断

### 鑑別診断
PD患者はDLB患者に比べて一般的に幻覚にとらわれにくい。DLBではPDよりも安静時の振戦の発生率が低く、DLBのパーキンソニズムの徴候はより対称的である。MSAでは、自律神経機能障害の出現がより早く、より重篤であり、協調性のない動作を伴うが、視覚的幻覚や認知の変動はDLBに比べて少ない。排尿障害はMSAの初期症状の一つであり、重症化することが多い。

## DNA損傷
α-シヌクレインは、非相同末端接合経路によるDNA二本鎖切断の修復を含むDNA修復プロセスを調節している。α-シヌクレインのDNA修復機能は、レビー小体封入体神経細胞では低下しており、これが細胞死の引き金となる可能性がある。パーキンソン病のシヌクレイノパチー・マウスモデルの研究から、α-シヌクレインの病因がDNA損傷の増加とDNA損傷応答の活性化に関連していることが示唆された。